# Международные тюремные конгрессы
Международные тюремные конгрессы — серия международных конгрессов, обусловленных потребностью в международном сотрудничестве в пенитенциарной области. Первые идеи подобного сотрудничества восходят к восемнадцатому веку, когда обрисовывалась необходимость обмена информацией в области пенитенциарной политики между различными государствами. Впоследствии эти намерения ещё более укрепились с развитием и распространением идей основоположников пенитенциарной науки Д. Говарда и И. Бентама. Первые конгрессы проводились по инициативе общественности и организовывались частными лицами.

## Первые конгрессы
Первый конгресс открылся во Франкфурте-на-Майне в 1846 г., второй — в 1847 г. в Брюсселе, третий — в 1857 г. снова во Франкфурте. Первый конгресс носил ярко выраженный ознакомительный характер, направленный на ознакомление участников с пенитенциарными проблемами других участников. На втором конгрессе уже был сформирован Тюремный комитет действия, который разместился в Париже. На третьем конгрессе уже глубоко изучались пенитенциарные проблемы различной направленности. Но всё же первые конгрессы носили благотворительный характер применяемых мер.

## Выход конгрессов на государственный уровень, вторая серия конгрессов
К 1872 году международные тюремные конгрессы вышли на государственный уровень, объединив усилия нескольких правительств. В итоге была проведена серия из 12 тюремных конгрессов. Главным органом, отвечающим за организационные вопросы конгрессов до 1872 года была Межправительственная комиссия, с 1872 года — Комиссия представителей государств, с 1878 года — Международная пенитенциарная комиссия, впоследствии преобразовавшаяся в Международную уголовную и пенитенциарную комиссию. Вторая серия конгрессов была проведена: в Лондоне (1872 г.), Стокгольме (1878 г.), Риме (1885 г.), Петербурге (1890 г.), Париже (1895 г.), Брюсселе (1900 г.), Будапеште (1905 г.), Вашингтоне (1910 г.), Лондоне (1925 г.), Праге (1930 г.), Берлине (1936 г.), Гааге (1950 г.)
Деятельность конгрессов второй серии вылилась в ряд принятых международных актов в области пенитенциарной политики, носивших рекомендательный характер для государств. На конгрессах обсуждались проблемы целесообразности одиночного заключения, организации режима отбывания лишения свобода, труда осуждённых, участия общественных органов в ресоциализации отбывших наказание. В итоге было решено, что: одиночное наказание вредно для несовершеннолетних и полезно для взрослых рецидивистов, было предложено считать труд обязательным и оплачиваемым для осуждённых, были разработаны рекомендации по созданию наблюдательных и попечительских учреждений при местах заключения.
В 1950 году Международная уголовная и пенитенциарная комиссия была упразднена, а её функции были переданы Организации Объединённых Наций, Конгрессу ООН по предупреждению преступности и обращению с правонарушителями.